# 兵庫県道71号富島久留麻線
兵庫県道71号富島久留麻線（ひょうごけんどう71ごう としまくるません）は、兵庫県淡路市内を通る主要地方道。

## 概要

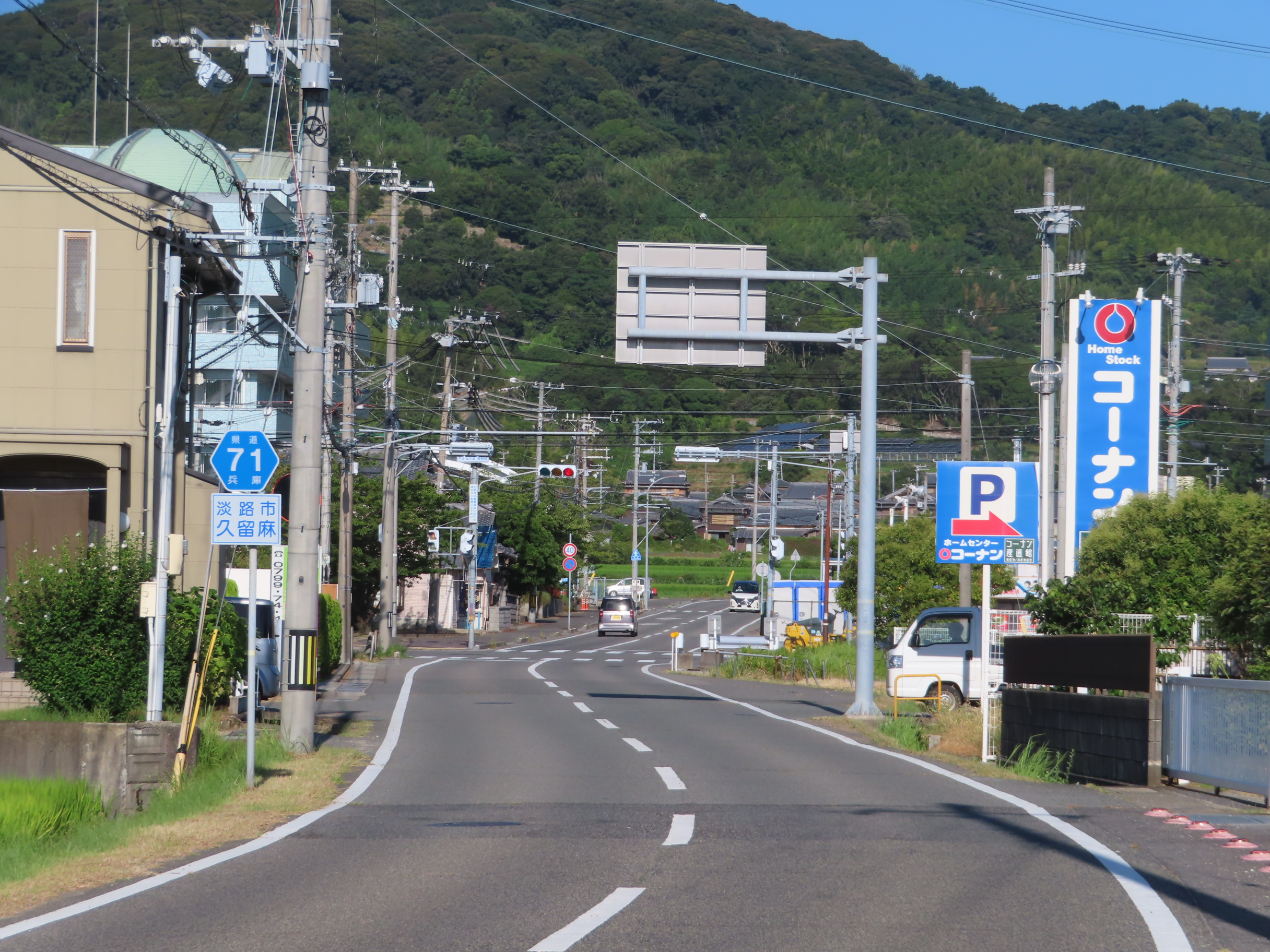
終点付近
淡路市久留麻

### 路線データ
- 起点：淡路市富島（淡路高校前交差点、兵庫県道31号福良江井岩屋線交点）
- 終点：淡路市久留麻（久留麻交差点、国道28号交点）
- 総延長：約8.132 km

## 歴史
- 1993年（平成5年）5月11日 - 建設省から、県道北淡東浦線が北淡東浦線として主要地方道に指定される[1]。

## 地理

### 通過する自治体
- 淡路市

### 交差する道路
- 兵庫県道31号福良江井岩屋線（淡路市富島・淡路高校前交差点）
- 兵庫県道157号佐野仁井岩屋線（淡路市仁井）
- 国道28号（淡路市久留麻・久留麻交差点、終点）

### 沿線にある施設など
- 兵庫県立淡路高等学校
- 神戸淡路鳴門自動車道 仁井バスストップ
- 吹き戻しの里
- 河内会館
- 東浦平成病院
- コーナンホームストック淡路東浦店
- 山本光学 兵庫工場